# William Pichard
William Ernest Pichard, född 12 oktober 1897 i Ormont-Dessus i Vaud, död där 23 december 1957, var en schweizisk bobåkare. Han deltog vid olympiska vinterspelen 1928 i Sankt Moritz och kom på trettonde plats i fyrmansbob.